# Noelia Marzol
Noelia Marzol (sinh ngày 1 tháng 12 năm 1986) là một nữ diễn viên, vũ công, nữ tiếp viên, diễn viên thể dục dụng cụ, nữ doanh nhân và nhà thiết kế thời trang người Argentina. Cô đã trở nên nổi tiếng trong chương trình 3, 2, 1 Một ganar!, Nơi cô là thư ký của Marley, và đã tham gia chương trình Minuto para Ganar. Cô cũng tham gia vào nhiều buổi chụp hình cho các tạp chí lớn.
Noelia là đồng chủ trì của chương trình công nghệ Hiperconectados, cùng với Guillermo "Fierita" Catalano. Năm 2013, cô là người vào chung kết chương trình thực tế nổi tiếng Splash. Cô đã có chương trình khiêu vũ trên web của riêng mình có tên Un Ocho.
Năm 2014, cô xuất hiện đặc biệt trong telenovela Sres. Papis trong vai Daniela. Cô cũng tham gia chương trình La Nave de Marley nơi họ thực hiện các bản phác thảo, thí nghiệm và trò chơi.
Cô trở lại nhà hát với Más respeto, que Soy tu madre 2, với Antonio Gasalla. Cô là thành viên của ban điều hành chương trình Infama trong hai tháng năm 2015 và là một trong những thí sinh tham gia Bailando por un sueño 2015.

## Tuổi thơ
Noelia Marzol được sinh ra ở Buenos Aires vào ngày 1 tháng 12 năm 1986, nhưng một phần của sự giáo dục của cô là ở địa phương Iriarte. Noelia là con gái của Oscar Marzol và Inés Yonni. Cô có một anh trai, Sebastian Marzol, hơn cô hai tuổi. Cô học tại trường Schiller Schule và giành huy chương vàng vào năm thứ năm với mức điểm trung bình cao nhất của trường.